# Casimir Gnanadickam
Casimir Gnanadickam, né le 25 avril 1925 à Suranam au Tamil Nadu (Inde du Sud) et décédé le 10 novembre 1993 à Chennai (Inde) était un prêtre jésuite indien.  Supérieur provincial des Jésuites du Tamil Nadu il est archevêque de Madurai en 1984, puis de Madras-Mylapore, à partir de 1987.

## Biographie

### Jeunesse et formation
Entré au noviciat jésuite de Shembaganur le 14 juin 1943, le jeune Casimir y fait également ses études de philosophie. En 1948 il fait son baccalauréat de chimie au Loyola College de Madras (Chennai). Pour les études de théologie préparatoires au sacerdoce il est envoyé à Enghien, en Belgique, où les Jésuites français, exilés de France, ont installé leur théologat. Il y est ordonné prêtre le 28 juillet 1957 et fait sa profession religieuse définitive le 15 août 1960. Doué pour les sciences il poursuit des études de chimie et obtient son ‘doctorat en sciences’ de la Sorbonne.

### Professeur de chimie
Après neuf ans d’absence, Casimir Gnanadickam rentre dans son pays natal. En juillet 1963 il est professeur de chimie aux facultés universitaires Saint-Joseph de Trichinopoly. Deux ans plus tard il en est le recteur. Son mandat terminé (1971) il fait un séjour sabbatique au Kentucky (États-Unis).  À son retour il est nommé ‘Principal’ des mêmes facultés de Trichy.
Le 22 avril 1973 il est nommé provincial des Jésuites du Tamil Nadu (province de Maduré). En 1975, à la fin de la XXXIIe Congrégation générale des Jésuites (à laquelle il participait), le père Arrupe le garde à Rome comme Assistant pour ce qui concerne les activités des Jésuites en Asie du Sud (21 avril 1975). Il termine ce mandat en 1984 et passe quelque temps au Canada pour un programme de renouvellement spirituel et d’études des Exercices spirituels'. 

### Archevêque de Maduré
Le 3 décembre 1984 le père Casimir Gnanadickam est nommé archevêque de Maduré, un diocèse de grande importance historique, dans la partie méridionale du Tamil Nadu. Il reçoit la consécration épiscopale le 16 juin 1985.  Il ne reste pas longtemps à Maduré. 

### Archevêque de Madras-Mylapore
Le 26 janvier 1987 il est nommé archevêque du diocèse de Madras-Mylapore. Durant son épiscopat le diocèse de Sivagangai (en) fut érigé, couvrant les districts civils de Sivaganga et Ramanathapuram (en 1987)
Érudit, homme de science et musicien, Mgr Gnanadickam était également très ouvert aux problèmes sociaux, autant à Maduré qu’à Madras (Chennai), et encourageait discrètement le mouvement des ‘Dalits’ malgré certains débordements qu’il ne pouvait accepter. Il créa des services sociaux où des programmes de conscientisation sociale étaient organisés, s’assura que les paroisses avaient leur ‘conseil paroissial’ démocratiquement élu et portait une attention particulière à la jeunesse.
Il organisa les minorités religieuses en un ‘forum’ qui en 1992 résista avec succès aux tentatives du gouvernement régional de raboter les droits des minorités religieuses.
Mgr Casimir Gnanadickam mourut inopinément, à Chennai, le 10 novembre 1993, à l'âge de 68 ans.